# Amrit
Koordinaten: 34° 50′ 20″ N, 35° 54′ 29,5″ O
Amrit oder Amrith (arabisch عمریت, DMG ʿAmrīt, phönizisch mrt, altägyptisch krtmrt, altgriechisch Μάραθος Márathos) war eine antike Stadt an der levantinischen Mittelmeerküste im heutigen Syrien. Sie lag zwischen den zwei Flussmündungen des Nahr al-Amrit (altgriechisch Μαραθίας Marathías) im Norden und Nahr al-Qubli im Süden und gehörte meist zum Festlandsterritorium der etwa vier Kilometer nordwestlich gelegenen Inselstadt Arwad (auch Aruad, altgriechisch Ἄραδος Árados). Von Amrit zeugen Überreste von Gebäuden, die sich verstreut in einem etwa 7,5 km² großen Gelände ungefähr sechs Kilometer südlich des Zentrums der Stadt Tartus an der Küste des gleichnamigen Gouvernements Tartus erhalten haben.

## Geschichte

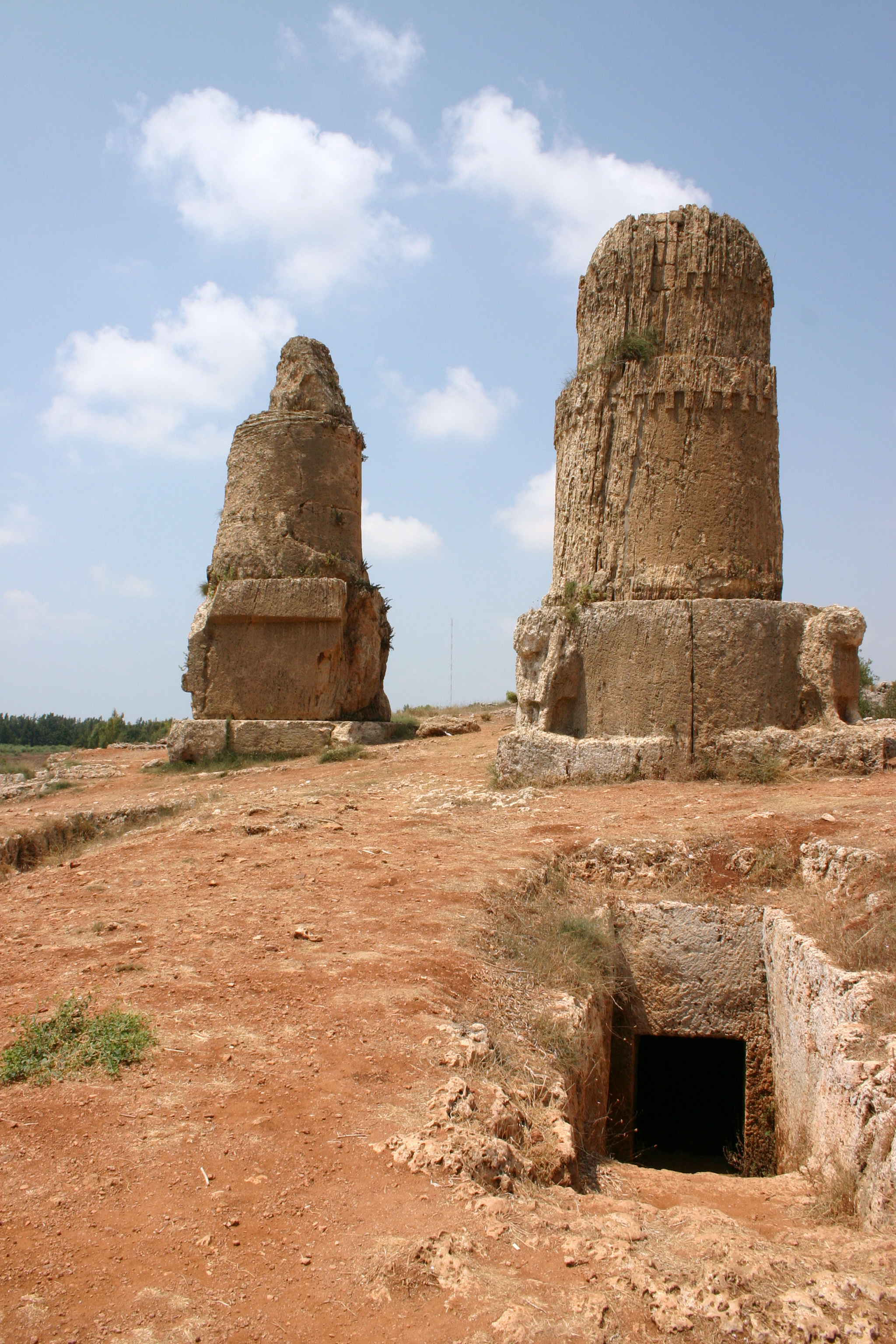
Grabtürme der Nekropole

Erste Siedlungsspuren werden auf das Ende des 3. Jahrtausends v. Chr. datiert, der mittleren Bronzezeit. Sie fanden sich am heutigen Tell Amrit östlich der Ruinen des phönizischen Tempelheiligtums (arabisch Maabed). Bei den Fundstücken handelt es sich um Tonscherben und Grabbeigaben aus der Zeit von 2100 bis 1750 v. Chr.
Die dem Meer abgewandte Stadt im Bereich des Tell Amrit wurde um 1600 v. Chr. von Amurritern aus Arwad gegründet. Westlich der Stadt, in der Dünenzone, befand sich ein heiliger Bezirk. In ägyptischen Aufzeichnungen über die Kriege Thutmosis’ III. (um 1486 bis 1425 v. Chr.) ist ein Ort in Nordphönizien namens krtmrt bei den überwundenen Nordvölkern erwähnt, die heute meist mit Amrit gleichgesetzte ‚Stadt Mrt‘, ein für die Ägypter semitischer Fremdname, der über die Aussprache ins hieroglyphische Schriftbild Eingang fand und möglicherweise „Palmenstadt“ bedeutete.

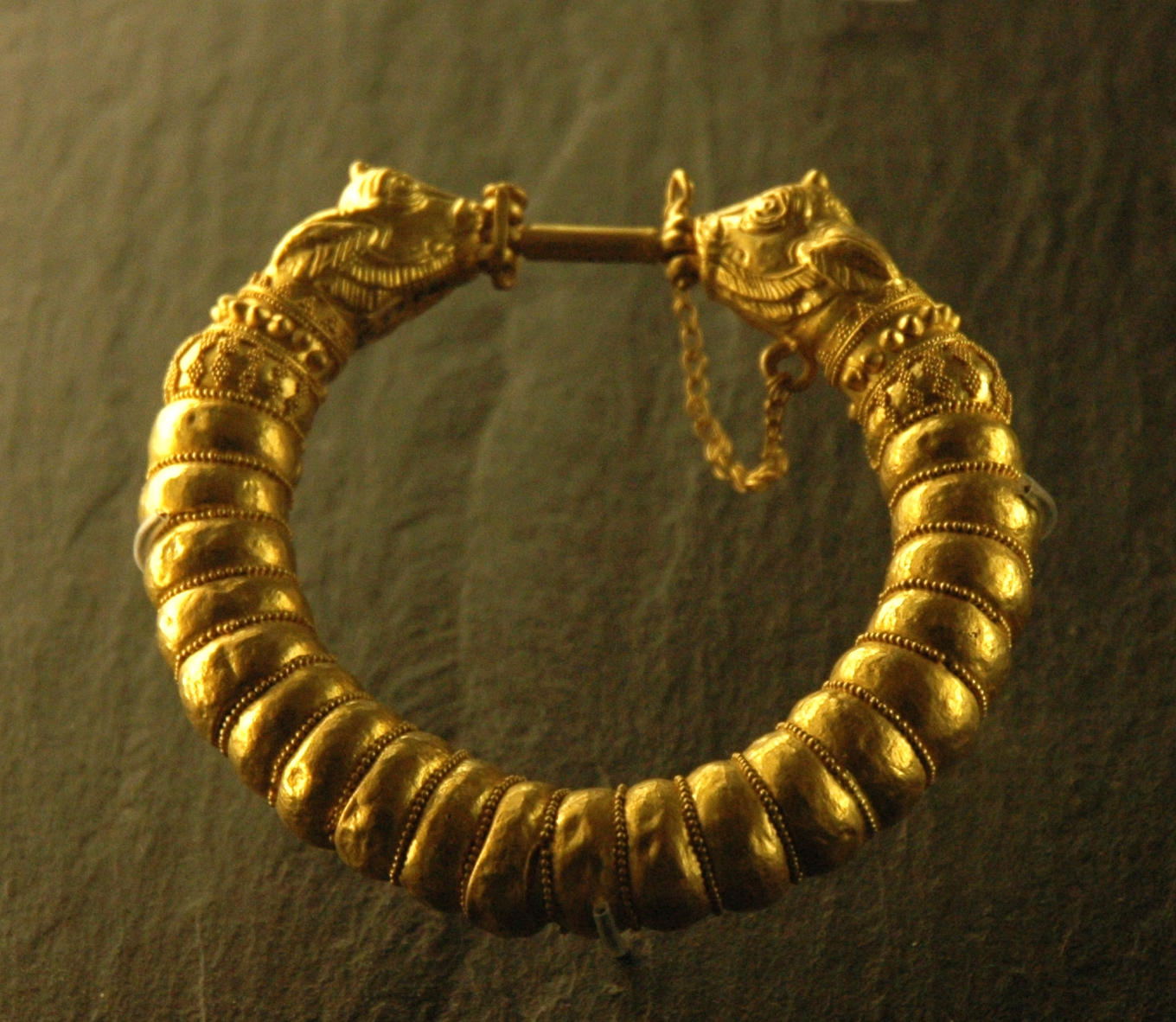
Armband aus Amrit, Teil eines Paares (5. oder 4. Jahrhundert v. Chr.)

Seit der Zeit Alexanders des Großen von Makedonien (356 bis 323 v. Chr.) wurde Amrit unter dem griechischen Namen Marathos bekannt. Die Eroberung Phöniziens durch Alexander bei seinem Feldzug gegen das Achämenidenreich des persischen Großkönigs Dareios III. erfolgte 333/332 v. Chr, wobei Dareios III. Alexander während seines viertägigen Aufenthaltes in Marathos Ende 333 v. Chr. eine Allianz anbot, die dieser ablehnte. Marathos befand sich zu diesem Zeitpunkt im festländischen Besitz des Königs Gerostratos von Arados (Arwad). Zu Beginn der siebenmonatigen Belagerung von Tyros im Januar 332 v. Chr. hatten sich die nördlich gelegenen phönizischen Städte Arados, Tripolis, Byblos und Sidon dem Makedonenkönig bereits kampflos angeschlossen.
Ab 314 v. Chr. unter der Kontrolle des Diadochen Antigonos I. Monophthalmos gelangte Marathos nach der Schlacht bei Ipsos 301 v. Chr. zum Seleukidenreich, einem der Nachfolgestaaten des Alexanderreichs. Dabei scheint es, dass die Stadt versuchte, sich im 3. Jahrhundert v. Chr. von der Herrschaft der Inselstadt Arados zu lösen. Nach dem Erlöschen des Stadtkönigtums von Arados, wahrscheinlich 259 v. Chr., wurden in Marathos um 230 v. Chr. eigene Münzen geprägt, bis 219 v. Chr. waren beide Städte sicher getrennt. Im Vierten Syrischen Krieg um die Herrschaft über Koilesyrien war die Stadt ein Etappenort des Seleukiden Antiochos III., von wo er 218 v. Chr. weiter nach Süden bis hinter Berytos gegen die Truppen des Ptolemaios IV. vorstieß. Nach Polybios, Historíai (Buch 5, Kap. 68), bot eine Gesandtschaft von Arados dem Seleukidenherrscher in Marathos ein Bündnis an. Antiochos III. nahm das Angebot an und schlichtete gleichzeitig die inneren Streitigkeiten der Aradier von der Insel mit denen auf dem Festland.
Diodor (1. Jahrhunderts v. Chr) berichtet in seiner Bibliothéke historiké (Buch 33, Kap. 5) von einem Versuch der Aradier, ihnen Marathos ausliefern zu lassen, um es zu vernichten. Dafür boten sie Ammonios, dem Kanzler des Usurpators [[]], von 150 bis 145 v. Chr. Herrscher des Seleukidenreiches, 300 Talente. Als Gegenleistung schickte Ammonios Truppen unter der Führung des Offiziers Isidoros nach Marathos, um die Stadt den Aradiern zu übergeben. Dies muss vor 147 v. Chr. erfolgt sein, da Ammonios in jenem Jahr starb. Die Bewohner von Marathos konnten das gemeinsame Vorgehen von Isidoros mit den Aradiern abwehren. Die Fehde zwischen den phönizischen Städten ging jedoch weiter, sie war symptomatisch für den Verfall der Zentralgewalt im Seleukidenreich.
Wann genau Marathos zerstört wurde, ist nicht bekannt. Als Strabon (etwa 63 v. Chr. bis 23 n. Chr.) den Ort besuchte, fand er „eine alte Stadt der Phönizier, die niedergerissen ist“ und deren Land „die Aradier an Siedler verteilt“ hatten, ebenso wie beim Nachbarort Ximyra, beschrieben in den Geôgraphiká (Buch 16, Kap. 2.12, Abschn. 753). Ernest Renan schloss bei den ersten Ausgrabungen 1860 aus dem Fehlen griechischer und römischer Inschriften, dass die phönizische Stadt nach ihrem Untergang in der späteren römischen Zeit nicht wieder aufgebaut worden sei. Demgegenüber fand man bei Ausgrabungen im Jahr 2011 drei Grabkammern der römischen Epoche aus Sandstein, darunter eine mit 28 Grabnischen. Außerdem wurde Marathos von römischen Autoren bis mindestens zur Zeit Kaiser Hadrians (76 bis 138 n. Chr.) – etwa von Plinius (Naturalis historia 5, 78; 12, 124) und Ptolemäus (Geographie 5, 15, 16) – wiederholt als bestehend erwähnt. Bei der Einordnung der Münzfunde herrscht Uneinigkeit, weshalb sie betreffs der Chronologie der Stadtgeschichte als nicht verwertbar erscheinen.
Vor Renan besuchten bereits 1697 der englische Kaplan Henry Maundrell, beschrieben in A Journey from Aleppo to Jerusalem at Easter A.D. 1697, und 1743 der englische Anthropologe Richard Pococke die Ruinenstätte von Amrit. In seinem Reisebericht A Description of the East and Some Other Countries (Band 2, Teil 1), erschienen 1745, berichtet Pococke über einzelne Bauwerksreste der antiken Stadt, wie den in den Felsen geschlagenen Tempel und das Stadion. Ernest Renan veröffentlichte seine Grabungsergebnisse von 1860 in dem Buch Mission de Phénicie (Kapitel 3: Amrit, S. 59 ff.). Er erkundete die Ebene von Amrit zwei Monate lang und listete im Areal der antiken Stadt und ihrer Nekropole elf wichtigere Monumente auf, von denen später Max van Berchem die bedeutsamsten fotografisch festhielt (veröffentlicht 1915).
Im 20. Jahrhundert kam es zu weiteren Ausgrabungskampagnen durch Maurice Dunand in den Jahren 1926, 1935, 1938 und 1951, sowie gemeinsam mit Nassib Saliby 1954, 1955, 1956 (?), 1960, 1961, 1965 und 1968. Schließlich erfolgte noch 1992 eine Ausgrabung in Amrit unter der Leitung von Muhammad Raeef Haykal. Fundstücke aus Amrit befinden sich vor allem im Louvre in Frankreich, im Libanon im Archäologischen Museum der Amerikanischen Universität von Beirut und im Nationalmuseum Beirut und in Syrien im Nationalmuseum Damaskus und im Tartous-Museum.

## Tempel
Koordinaten: 34° 50′ 20″ N, 35° 54′ 25″ O

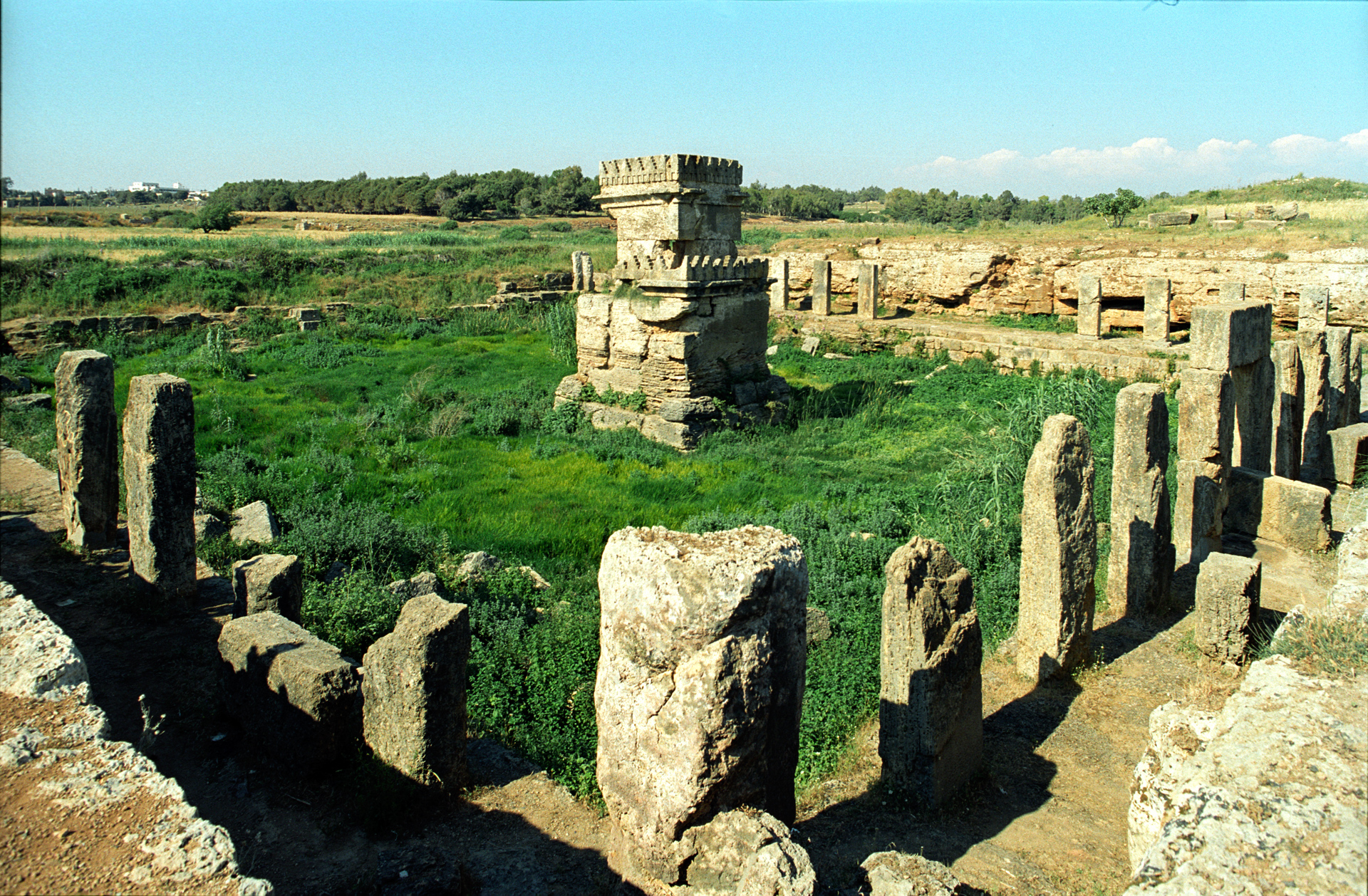
Tempel westlich des Tell Amrit

Ungefähr 60 Meter westlich des Tell Amrit befindet sich die Ruine des 2200 m² großen Hauptheiligtums der antiken Stadt, das wahrscheinlich in der zweiten Hälfte des 5. Jahrhunderts v. Chr. entstand. Die 56,33 Meter lange und 48,55 Meter breite Anlage, arabisch als Maabed (DMG Maʿabed ‚Tempel‘) bezeichnet, ist nach Süden aus dem Felsen geschlagen. Ein 3,70 Meter breiter Portikus mit im Westen, Süden und Osten nach innen umlaufenden, ehemals bis zu drei Meter hohen Pfeilern führt um ein 46,70 Meter × 38,50 Meter großes Wasserbecken, in dem heute hohes Gras wächst. Das Becken hat eine Tiefe von 3 bis 3,50 Meter. Es wurde aus einer Quelle an der Ostseite des Tempels mit Wasser versorgt, das durch zwei Kanäle an der Ost- und der Südwand in das Becken floss. An der Nordwestecke befand sich zur Regulierung des Wasserstandes ein Abflussloch.

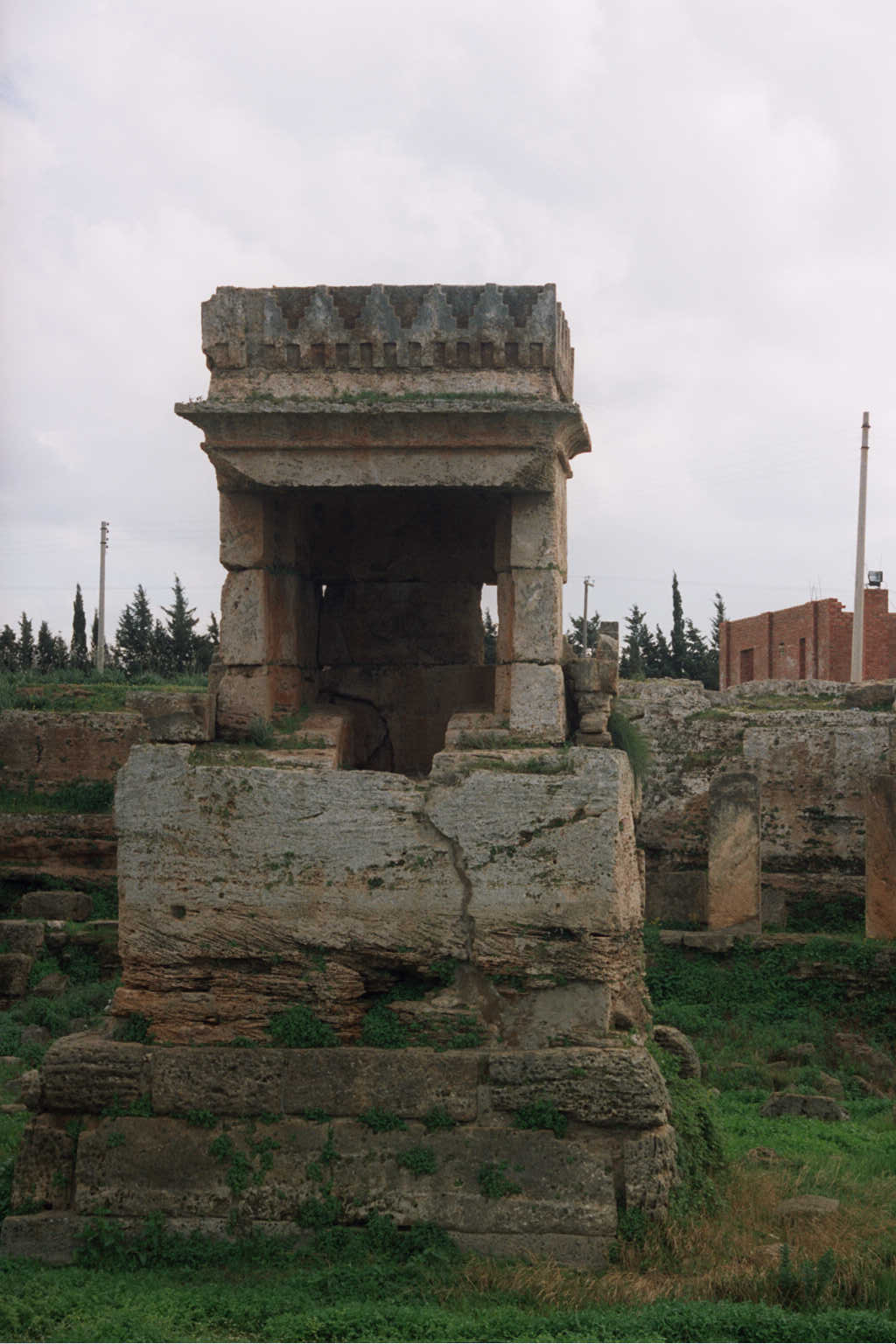
Naïskos in der Tempelmitte

In der Mitte des Beckens steht auf einem 5,50 Meter hohen, ehemals mit Platten verkleideten Sockel mit einer Seitenlänge von etwa 5 Metern und einem Zinnenfries als oberen Abschluss ein nach Norden offener Naïskos. Der Sockel und der untere Teil des Naïskos sind aus einem vorhandenen Felsen herausgearbeitet. Darüber wurden zwei Quaderreihen und ein monolithisches Dach mit Hohlkehle und Zinnenbekrönung aufgesetzt. Das Innere des Naïskos, die Cella, ist mit einer Kalkmörtelschicht versehen und besitzt eine flach gewölbte Decke. Insgesamt ist der Bau 12 Meter hoch und ragte ungefähr 9 Meter aus dem Wasser des Beckens heraus. In der Cella des Naïskos stand wahrscheinlich ein Kultbild von Melkart, dem Stadtgott von Tyros und Schutzgott der Schifffahrt und Kolonisation. Aufgefundene Inschriften geben darüber Auskunft, dass im Tempel von Amrit neben Melkart auch der Heilgott Eschmun, Stadtgott der Sidonier, verehrt wurde. Teilweise wird eine Widmung des Tempels für den Heilgott Schadrapa statt Eschmun angenommen.
Der Tempelbau war nach Norden hin offen, die Nordseite des Wasserbeckens frei zugänglich. An den Eingängen zum nach Süden umlaufenden Portikus an der Nordost- und der Nordwestecke standen nach Annahme der Ausgräber Maurice Dunand und Nassib Saliby flankierende Ecktürme. Die Höhe des Pfeilerganges um das Wasserbecken soll etwa 6 Meter betragen haben. Dabei befand sich auf den 3 Meter hohen Pfeilern ein Architrav, der die Decke des Portikus trug. Diese wurde durch 4,60 Meter lange Steinbalken gebildet, von denen man einige bei der Freilegung des Tempels im ehemaligen Wasserbecken fand. Über einem aufgesetzten Zahnschnitt krönte nach Meinung der Archäologen ein über die gesamte Pfeilerhalle laufender Zinnenfries mit Löwenköpfen als Wasserspeier den Portikus. Im Beckenbereich fanden Dunand und Saliby bei der Freilegung zwei Füße einer zyprischen Statue, „kanaanäische“ Lampen, attische schwarzgefirniste Keramik mit Palmetten, Bruchstücke von Amphoren und hellenistische Keramik.
In einer nach 450 v. Chr. angelegten Favissa, einer Grube mit waagerechter Öffnung, entdeckte Dunand 1926 hundert Meter westlich des Tempels ägyptisierende Bauteile und aussortiertes Tempelgut. Darin fand er, nachdem 1873 schon 60 Statuenköpfe geborgen wurden, 456 zusätzliche Fragmente von Statuen, Terrakotten und Gefäßen. Weitere 200 Teile konnten bis 1950 freigelegt werden. Die Statuen weisen einen zypriotischen Stil auf. Die meisten sind wahrscheinlich auch zypriotischer Herkunft, einige stammen jedoch anscheinend aus lokaler Produktion. Neben dem Haupttempel der Stadt gibt es südwestlich in etwas über 500 Metern Entfernung zwei kleinere Naïskoi in ägyptischem Stil nahe der Ain al-Hayyat (DMG ʿAin al-Ḥayyāt ‚Quelle der Schlangen‘), deren offene Seiten zueinander ausgerichtet sind. Sie stehen nur zehn Meter auseinander, wobei vom westlichen Naïskos nur der Sockel erhalten ist. Als Datierung der Entstehung ist die Achämenidenzeit wahrscheinlich, die frühhellenistische Zeit jedoch nicht ausgeschlossen.

## Stadion
Koordinaten: 34° 50′ 27″ N, 35° 54′ 30″ O

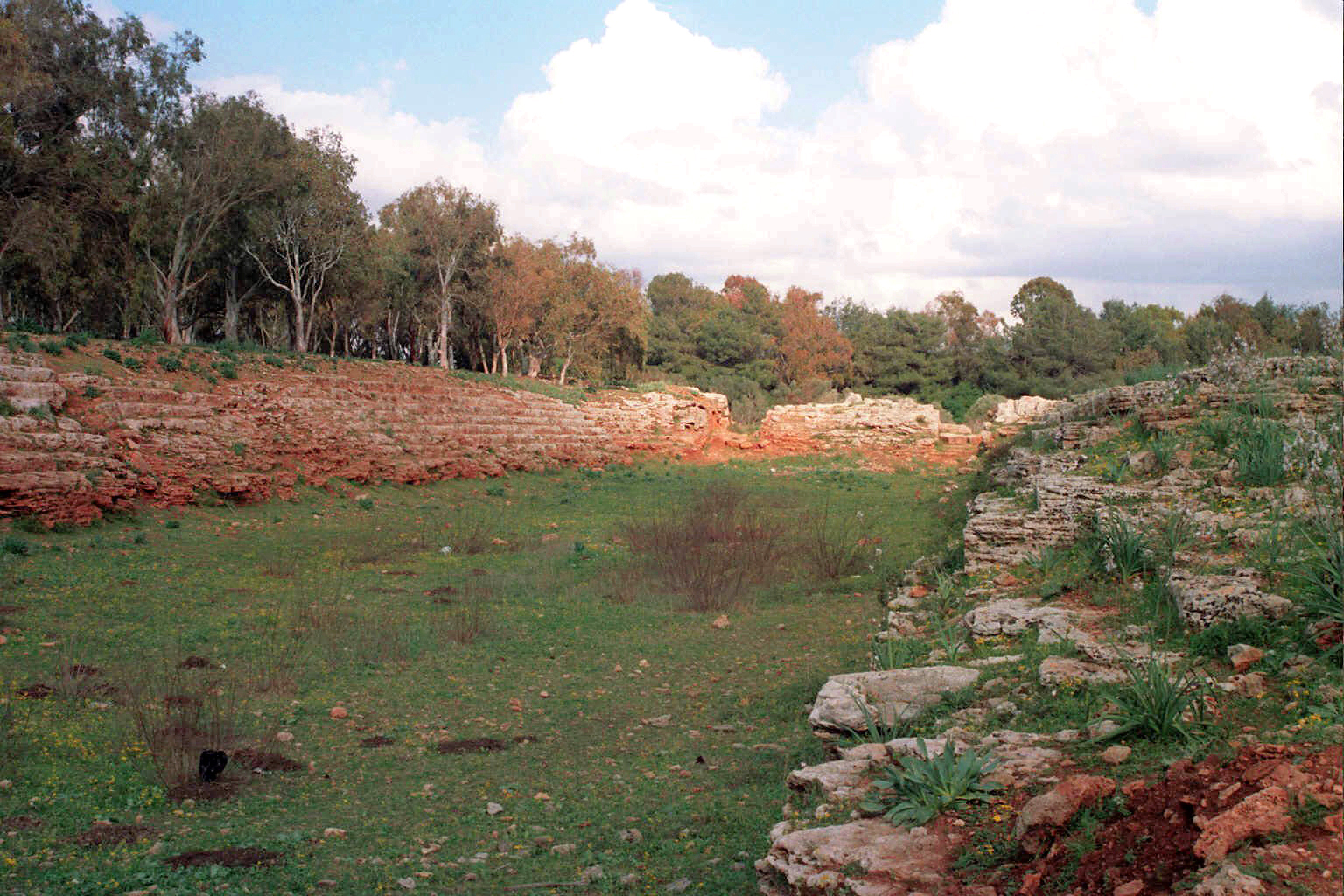
Stadion im Norden von Amrit

Etwa 200 Meter nordöstlich vom Haupttempel des antiken Marathos und 180 Meter nördlich des Tell Amrit haben sich die Reste eines in den Felsen gehauenen Stadions erhalten. Es ist von den beiden anderen archäologischen Fundstätten durch den Nahr al-Amrit getrennt und wurde von den Einheimischen al-Meqla’ (‚der Steinbruch‘) genannt. Das Stadion von Amrit wurde erstmals 1745 von Richard Pococke in Teil 2 seines Buches A Description of the East, and Some Other Countries beschrieben, der es für einen Circus hielt. Ernest Renan untersuchte es 1860 und kam in seiner Schrift Mission de Phénicie zu dem Schluss, dass die Anlage mit ihren Teilen nicht römisch sei, sondern zweifellos phönizisch.
Nach allgemeiner Anschauung ist das Stadion etwa in die frühe hellenistische Zeit bzw. das 4. Jahrhundert v. Chr. zu datieren. Das Stadion ist etwa 225 bis 230 Meter lang und 30 bis 40 Meter breit, womit es ähnliche Abmessungen hat wie das Stadion von Olympia in Griechenland (213 × 31/32 Meter). Sieben der Sitzreihen haben sich teilweise erhalten. Das Stadion war nach Westen hin offen und besaß an der Ostseite zwei Zugänge zwischen den Sitzreihen. Des Weiteren gab es einen Tunnel zum Innenraum. Zum Haupttempel von Amrit, dem Maabed, ist das Stadion in etwa rechtwinklig angeordnet. Die offenen Seiten beider Bauten, die des Tempels im Norden und des Stadions im Westen, weisen auf einen gemeinsamen Schnittpunkt. Man vermutet, dass im Stadion von Amrit sakrale Wettkämpfe stattfanden.

## Grabtürme und Nekropole
Koordinaten: 34° 49′ 57″ N, 35° 54′ 47″ O

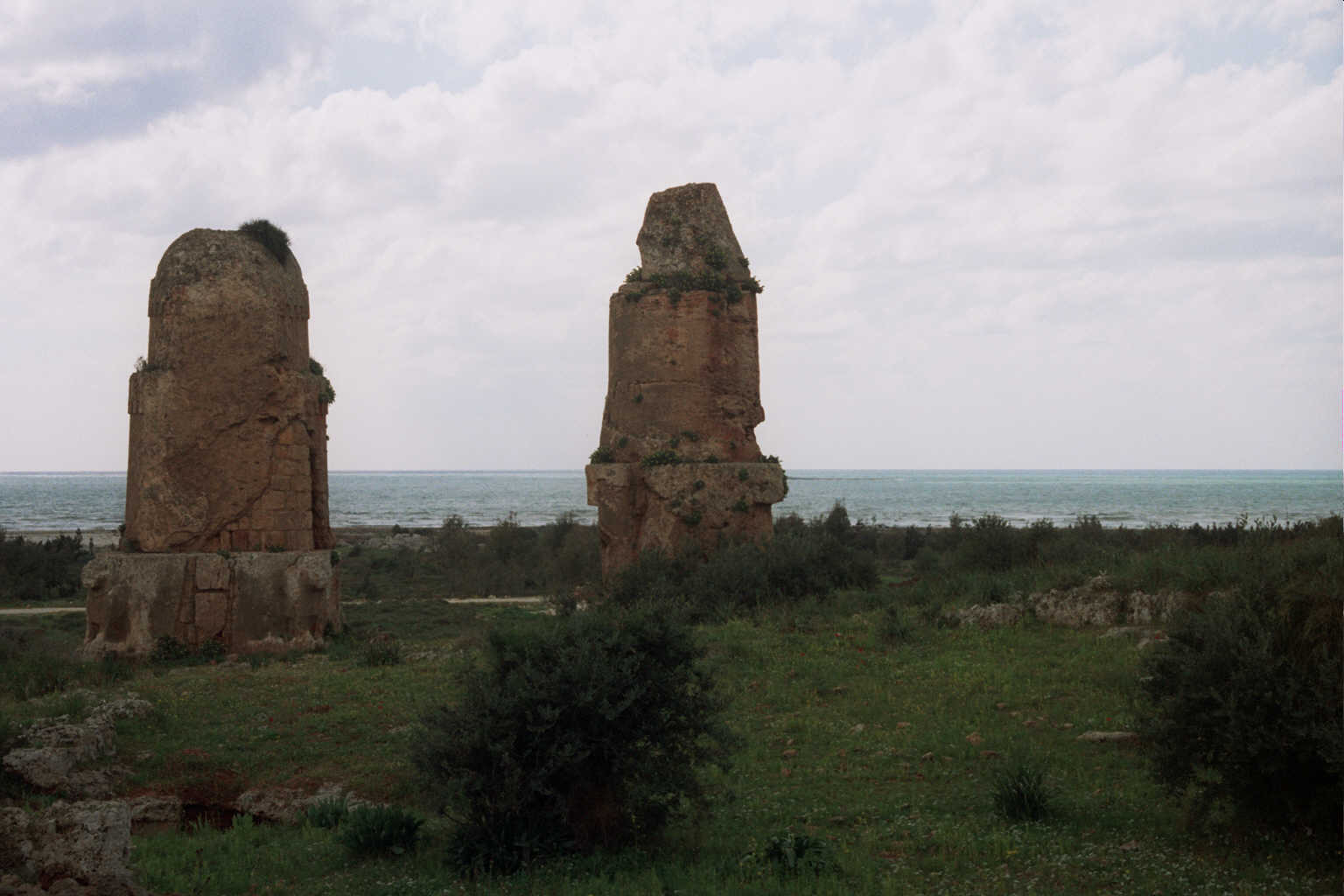
Ostseite der Grabtürme im Süden Amrits

Vor der Nekropole von Amrit sind schon von weitem die Grabtürme al Maghazil (‚die Spindeln‘) zu sehen. Dabei handelt es sich um aus bearbeiteten Felsblöcken aufeinandergesetzte Türme auf quadratischen Sockeln oberhalb von in den Untergrund geschnittenen Grabkammern. Diese besitzen südliche, innerhalb eines Dromos unter die Erdoberfläche führende Treppenzugänge. Die Grabtürme müssen vor dem 4. Jahrhundert v. Chr. entstanden sein, da sich in den Gräbern der Maghazile Fundstücke aus der Zeit zwischen dem 5. und 1. Jahrhundert v. Chr. befanden.
Das höchste der Grabmonumente misst etwa 7,50 Meter über dem Erdboden. Auf dem Sockel befindet sich ein quadratischer Steinblock, darüber ein sich nach oben leicht verjüngender zylindrischer Block mit einem Basisdurchmesser von 3,70 Meter, auf dem sich eine Pyramide als oberer Abschluss erhebt, die stark beschädigt ist. Der ungefähr 12 Meter südöstlich stehende zweite Grabturm ist nicht ganz 7 Meter hoch. Auf seinem Sockel stehen drei zylinderförmige Bauteile, deren Durchmesser nach oben abnehmen und als Abschluss kuppelartig enden. Am unteren Zylinder schmücken auf den Ecken der quadratischen Sockelplatte vier Löwenprotome das Bauwerk, die möglicherweise nicht fertiggestellt wurden. Der mittlere und der obere Zylinder sind an ihren Oberkanten mit Zinnenfriesen und darunter befindlichem Zahnschnitt versehen.
Östlich der Maghazile liegt die Nekropole von Amrit, zu der neun Hypogäen mit Dromos, Grabkammern und Loculi, kassettenartig neben- und übereinander angeordneten Schiebegräbern, gehören. Sie enthielten einfache Sarkophage aus Kalkstein und Ton, deren Alter nicht festgestellt werden konnte. Eines der Hypogäen, auch als „Pyramidalgrab“ bezeichnet, entspricht vom Aufbau einem Maghazil, zwei quadratische monolithische Blöcke auf zwei Stufen trugen wahrscheinlich eine Pyramide. Weitere Grabbauten befinden sich südlich des Nahr al-Qubli, so der Burǧ al-Bazzāq („Schneckenturm“), ein oberirdisches, ursprünglich 19,50 Meter hohes Bauwerk, und das Hypogäum Ḥaǧar al-Ḥublā mit drei Grabkammern, das noch in römischer Zeit genutzt wurde.

## Münzprägung
Die Stadt prägte Drachmen, ihre Vielfachen (Tetradrachmen) und Teilstücke (Obole) im attischen Fuß. Die Tetradrachmen wogen somit ca. 17 Gramm Silber. Als Kleingeld wurden Bronzemünzen zwischen 11 und 23 mm Durchmesser geprägt. Zumindest die Beschriftung der Silbermünzen war bilingual (griechisch und phönizisch).